# Білан капустяний
Капустяний білан (Pieris brassicae L.) — метелик родини біланових. Широко розповсюджений в Україні та Східній Європі.

## Опис
Метелик — розмах крил 55-60 мм. Крила борошнисто-білі з темним запиленням біля країв. Ha передніх крилах самок є дві чорні круглі плями. У самця подібні плями є тільки з нижнього боку передніх крил. Яйця лимонно-жовті, вертикальні, ребристі, завдовжки 1,25 мм. Гусениці попелясті, з великою темною головою, останнього віку — жовто-зелені з темно-бурими щитками, на яких знаходяться волоски та щетинки. По боках тіла є жовті смуги, на спині — світла. Лялечка зеленувато-жовта, з чорними крапками на спині та збоку.

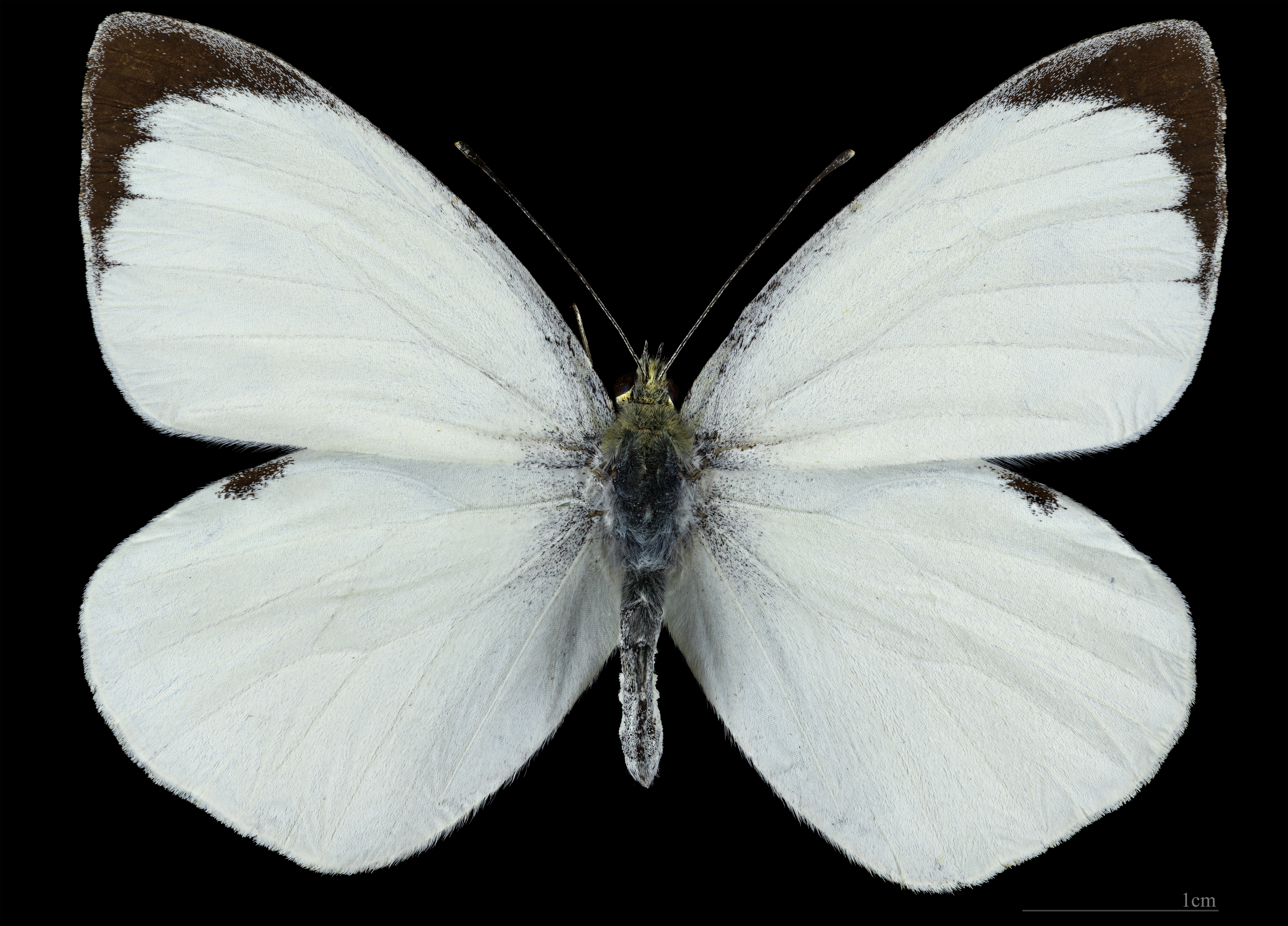
Pieris brassicae ♂
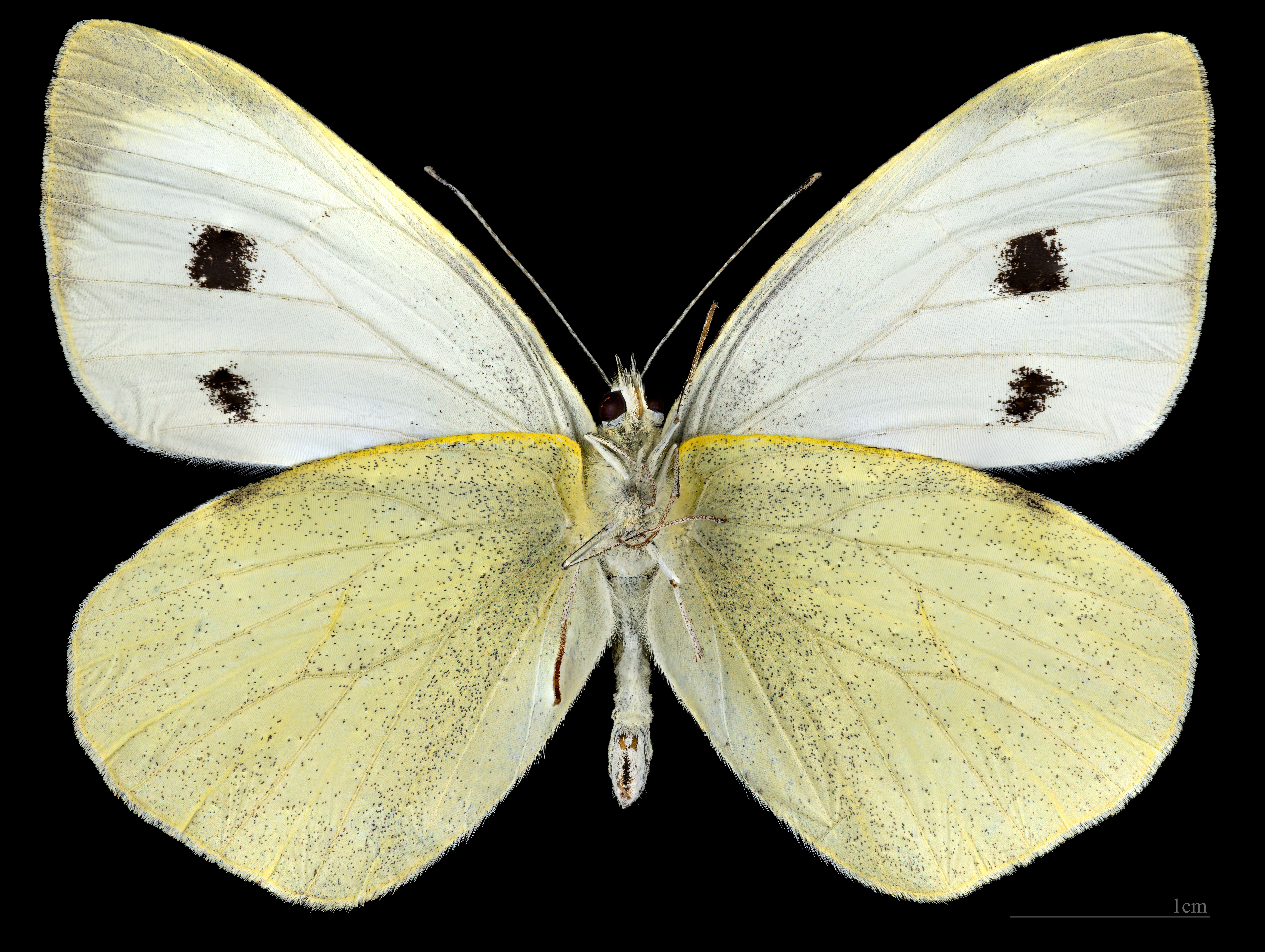
Pieris brassicae ♂  △
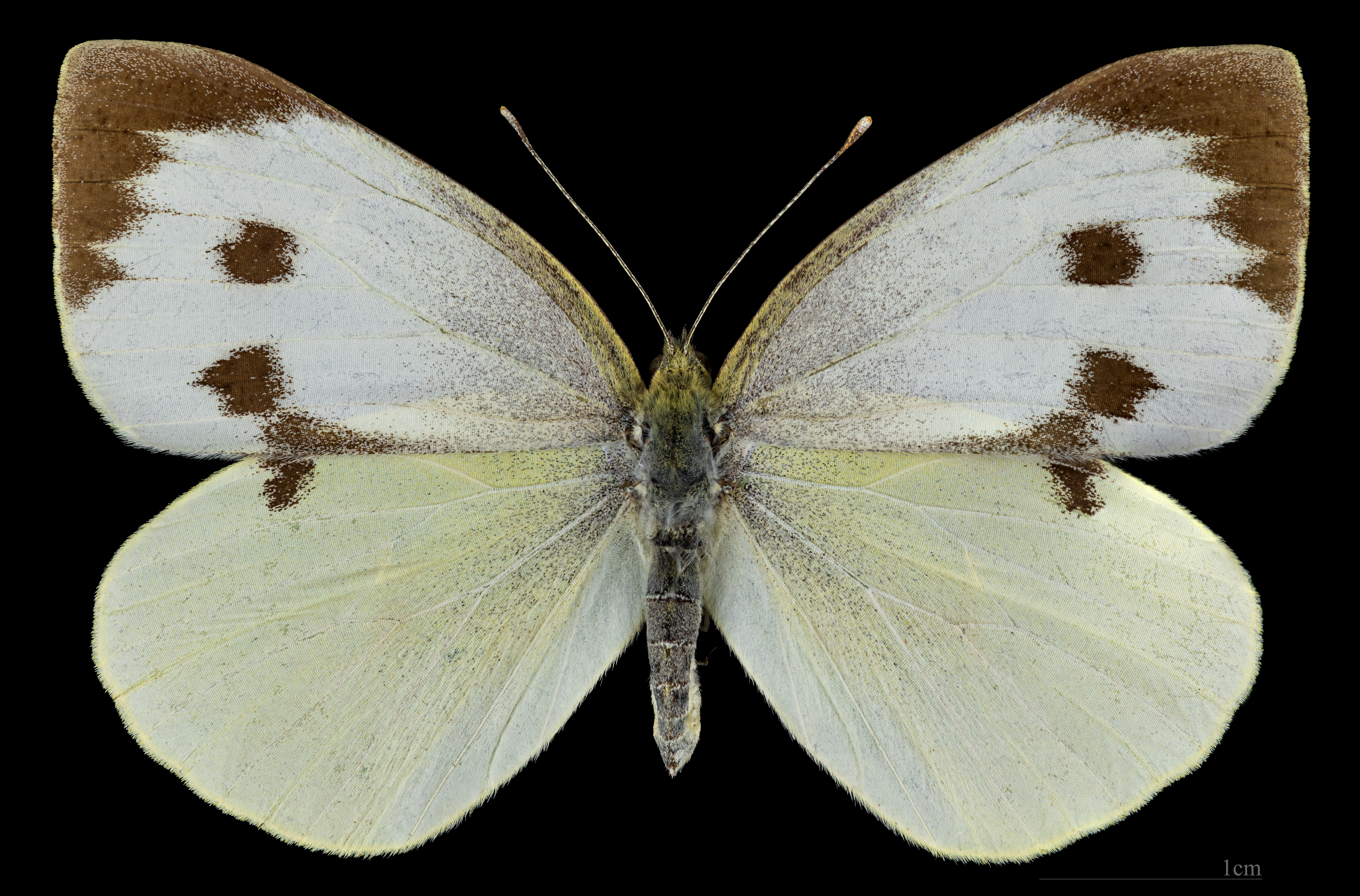
Pieris brassicae ♀
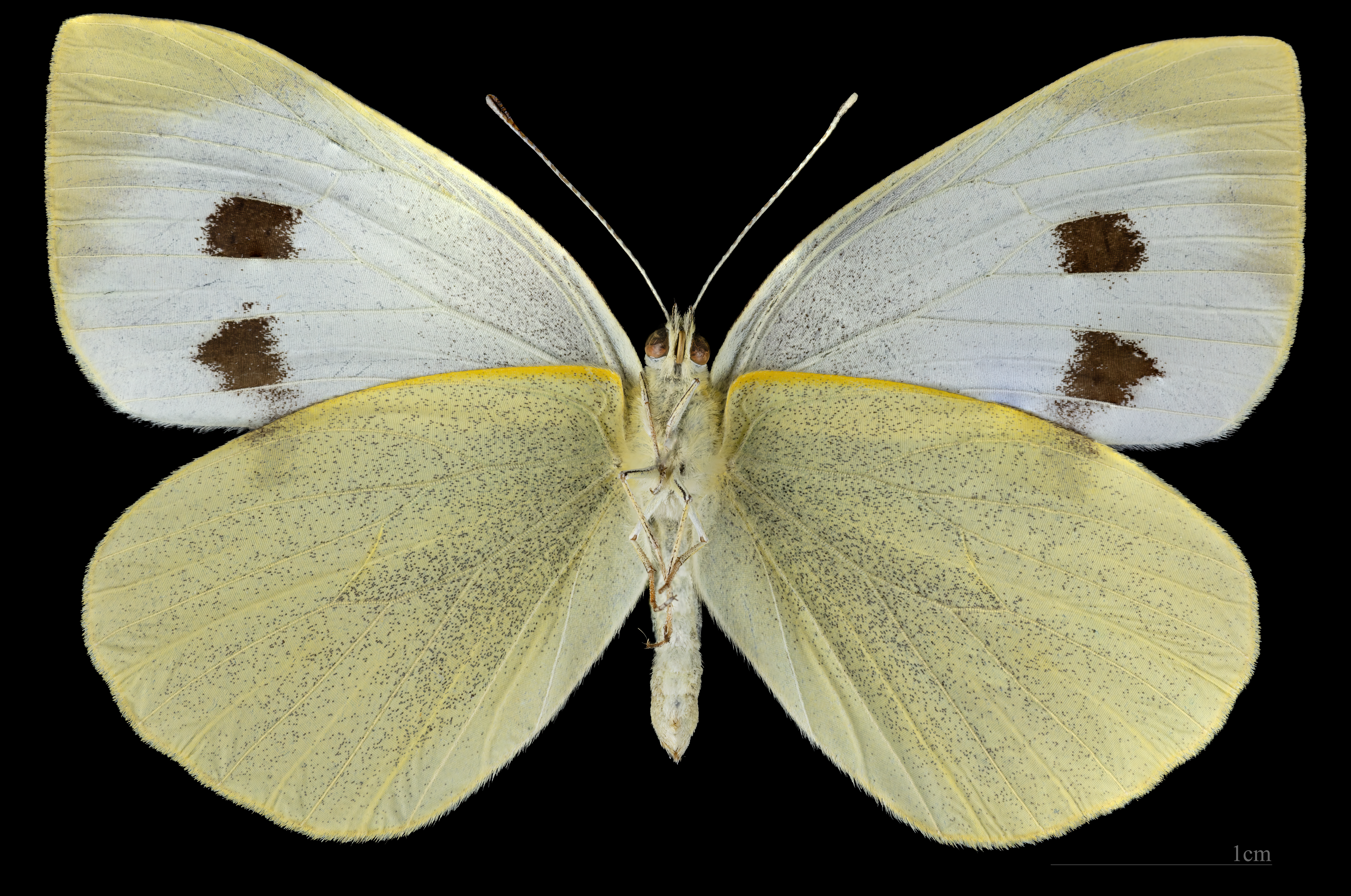
Pieris brassicae  ♀ △

## Поведінка
Зимують лялечки, прикріплені до субстрату за допомогою жовтого пояса. Заляльковування відбувається поблизу місць, де росла кормова рослина, на штамбах та гілках дерев, тинах, стінах будівель. Літ метеликів починається рано навесні, вони активні вдень. Яйця дозрівають на 5-7-й день після виходу самок із лялечок. Відкладає їх самка на нижній бік листків кормових рослин понад 15 шт. Плодючість самки — 250—300 яєць. Через 6-8 днів з яєць виплоджуються гусениці, які деякий час залишаються нерухомими, a потім починають об'їдати м'яку частину листка. Молодші гусениці групами живляться на нижньому боці листка, старші — на верхньому поодиноко. У пошуках їжі вони часто мігрують на далеку відстань. Стадія лялечки y літніх поколінь триває 8-17 днів. Протягом року розвивається 2-4 покоління. Повний цикл розвитку становить 26-32 дні.

## Паразити
Чисельність білана обмежують паразити та хвороби. Серед паразитів найбільше значення мають апантелес (Apanteles glomeratus L.), гіпозетер (Hyposeter vulgaris Tschek.), перетинчастокрилі паразити гусениць, a також мухи-тахіни (Elodia convexifrons Z.V., Antoica tibialis Poser.), які уражують від 15 до 95 % гусениць. Велике значення має також паразит лялечок птеромалюс (Pteromalus puparum L.), a також види роду трихограма, що уражують яйця.